# Sogakope

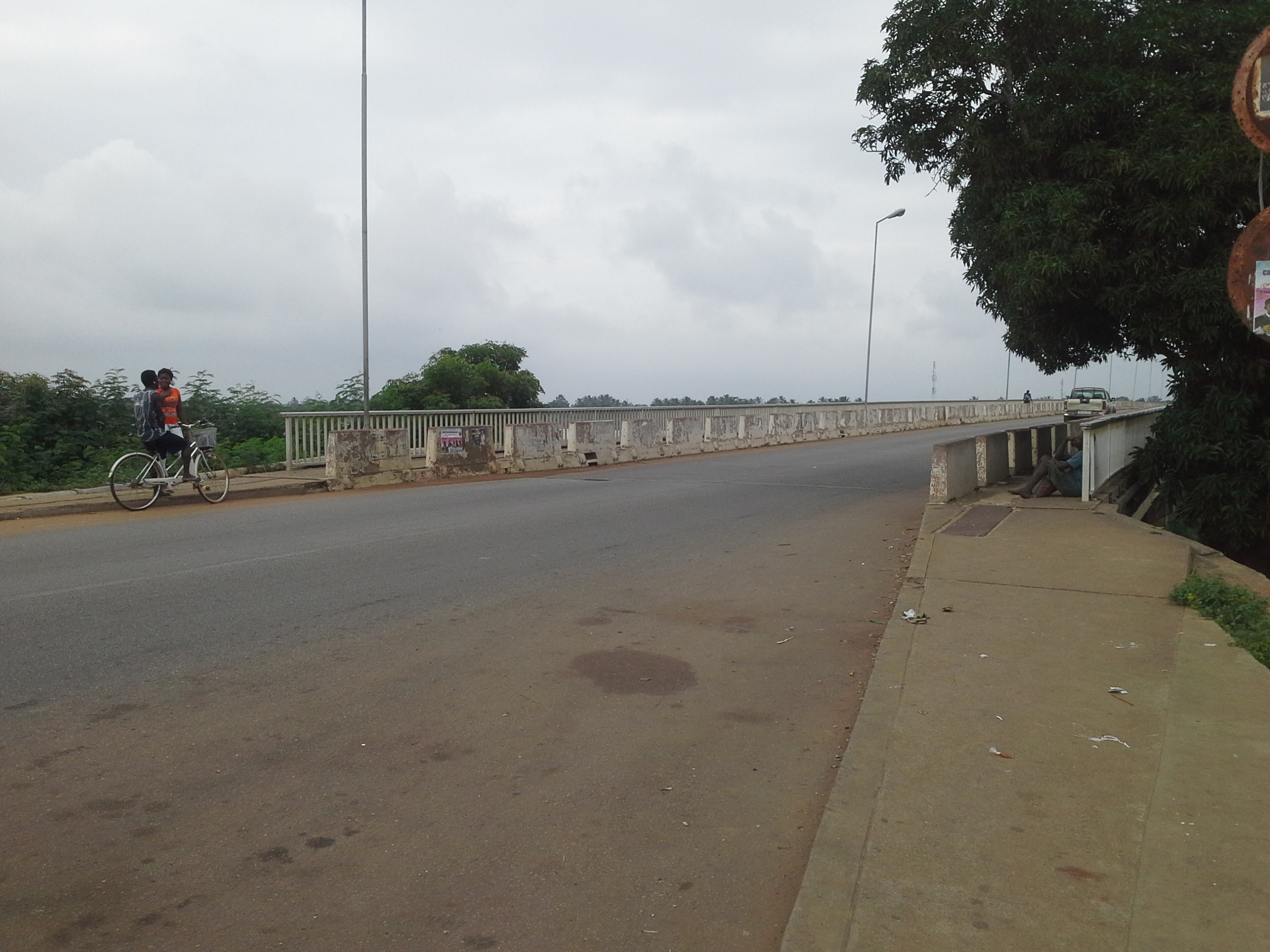
Bron över Voltafloden, mellan Sogakope och Sokpoe.

Sogakope är en ort i sydöstra Ghana, belägen vid Voltafloden, med bro över till Sokpoe. Den är huvudort för distriktet South Tongu, och folkmängden uppgick till 11 310 invånare vid folkräkningen 2010.